# كلود كليسا
كلود كليسا (بالإنجليزية: Claude Kalisa)‏ هو لاعب كرة قدم رواندي في مركز الدفاع، ولد في 6 يونيو 1977. شارك مع منتخب رواندا لكرة القدم. أما مع النوادي، فقد لعب مع رايون سبورتس ونادي سينت ترويدن.

## وصلات خارجية
- كلود كليسا على موقع الاتحاد الدولي (مؤرشف)  (الإنجليزية)
- كلود كليسا على موقع قاعدة بيانات كرة القدم.إي يو (الإنجليزية)
- كلود كليسا على موقع ناشيونال فوتبول تيمز (الإنجليزية)